# Калустян, Тамара Сергеевна
Тамара Сергеевна Калустян (настоящее имя — Тамара Седраковна Калустянц, арм. Թամարա Սերգեյի Գալուստյան; род. 1 октября 1925, Киев) — украинская камерная певица (меццо-сопрано), музыкальный педагог. Внучка математика Дмитрия Граве.

## Биография
Родилась в интеллигентной семье (отец Седрак Калустянц — математик, мать Елена Граве — балерина). С детских лет вместе с сестрой Еленой занимались балетом в балетной студии киевского Дома учёных; в дальнейшем Елена Калустян стала балериной.
В 1941 году Тамара поступила в Киевский университет (факультет филологии, романо-германское отделение), но обучение пришлось прервать из-за оккупации Киева. В годы оккупации приходилось работать в немецкой семенной конторе, кормить семью. Закончила Киевский университет в 1950 году, после окончания преподавала немецкий язык. В
1946—1951 годах одновременно обучалась вокалу в вокально-оперной студии Дома учёных.
В 1951 г. на Республиканском смотре самодеятельности разделила первое место с Евгенией Мирошниченко, что позволило ей поступить в Киевскую консерваторию. Училась в консерватории до 1957 г., став последней ученицей Клары Исааковны Брун; занималась также под руководством Татьяны Михайловой и в классе камерного пения Зои Лихтман. В 1960-х гг. брала также уроки у Надежды Голубовской и Исайи Браудо в Ленинграде.
В 1959 г. Калустян стала лауреатом Республиканского конкурса вокалистов. В том же году началась её работа в качестве солистки гастрольно-концертного объединения «Укрконцерт», продолжавшаяся до 1972 г. Гастролировала с сольными программами по всему Советскому Союзу, вместе с Владимиром Бесфамильновым выступала на целине. С органистом Самуилом Дайчем концертировала в Киеве, Львове, Донецке, Вильнюсе, Риге, Таллине, Ленинграде, Новосибирске, Минске, исполняя произведения И. С. Баха, Г. Ф. Генделя, Дж. Перголези и др.
В 1972—1988 гг. солистка Киевской филармонии. Впервые в Киеве исполнила ряд вокальных циклов Дмитрия Шостаковича и Сергея Прокофьева, вокальные сочинения Бориса Тищенко, Валерия Гаврилина и других советских композиторов. Репертуар Калустян включал широкий круг романсов русских композиторов, вокальные циклы Рихарда Вагнера, Густава Малера, Роберта Шумана, Хуго Вольфа на стихи немецких поэтов, исполнявшиеся ею на языке оригинала. Сотрудничала со многими украинскими композиторами-современниками, исполняя, в частности, вокальные циклы Бориса Лятошинского, Юлия Мейтуса, Юдифи Рожавской, исполняла романсы Николая Лысенко, Георгия и Платона Майбород, Ивана Карабица, Андрея Штогаренко и многих других.
Многолетние творческие контакты связывали Тамару Калустян с Игорем Блажковым; в его вокально-симфонических программах в Киеве и Ленинграде она участвовала в ряде премьерных исполнений в СССР — в частности, кантаты Йозефа Гайдна «Ариадна на Наксосе», поэмы «Психея» Мануэля де Фальи, мотета «In convertendo» Дмитрия Бортнянского (сохранилась запись). С камерным составом Симфонического оркестра Ленинградской филармонии впервые в СССР исполнила драматическую кантату Бенджамина Бриттена «Федра» (1980, к 100-летию оркестра, есть запись). С ним же участвовала в концертах к 100-летию Игоря Стравинского (1980—1982): концертное исполнение оперы «Царь Эдип», «Requiem canticles» для контральто, баса, хора и оркестра, «Три песни В. Шекспира» для меццо-сопрано, флейты, кларнета и альта; «Кошачьи колыбельные», 2 духовные песни из «Испанской книги песен» Хуго Вольфа (инструментовки Игоря Стравинского).
Выступала также с такими дирижёрами, как Фёдор Глущенко, Эдуард Серов, Юрий Никоненко. Участвовала в Гайдновском музыкальном празднике (1985), фестивале «Киевская весна» (1983—1985), празднованию 100-летия Золтана Кодая в Москве (1983, премьера в СССР Трансильванской народной баллады «Ката Кадар» для меццо-сопрано и камерного оркестра). В 1983 исполнила партию мисс Беггот в опере Бриттена «Маленький трубочист» (постановка Ирины Молостовой).
В 1961—1974 гг. преподаватель вокала в Студии эстрадно-циркового искусства при Укрконцерте (теперь — Киевский государственный колледж эстрадного и циркового искусства). Среди учеников Тамары Калустян солисты Киевской оперетты, Национальной оперы, Детского музыкального театра, эстрадные певцы и студенты консерватории.
С 1989 г. и до настоящего времени — руководитель вокально-оперной студии Киевского дома ученых НАНУ. В 2007 году вокально-оперной студии присвоено звание «народной студии». Солисты студии являются лауреатами городских, всеукраинских и международных вокальных конкурсов.

## Интересные факты
В 1968 году Тамара Калустян подписала так называемое «Киевское письмо» в защиту Вячеслава Черновола. Вследствие этого в течение 10 лет её исполнительская карьера подвергалась существенным ограничениям.
На протяжении 37 лет, с 1947 года, дружеские отношения связывали Калустян с Фаиной Раневской.